# Marcello Spadolini
Marcello Spadolini (Roma, 27 settembre 1915 – Roma, 1º giugno 2009) è stato un ciclista su strada italiano, attivo come dilettante e indipendente dal 1934 al 1949.

## Carriera
Originario della Garbatella, era fratello minore di Mario Spadolini, anch'egli ciclista. Nel 1934 debutta da dilettante con l'A.S. Roma. Nel 1935 vince la Coppa MATER ed è quarto alla Tre Valli Varesine, quell'anno riservata ai dilettanti e vinta dal compagno Pietro Chiappini.
L'anno dopo vince a Roma e Fabriano, ed è azzurro ai Mondiali di Berna, piazzandosi dodicesimo nella prova dei dilettanti. Nel 1937 a Lavezzola vince la Coppa Italia, gara a squadre a cronometro, in quartetto con gli altri "giallo-rossi" Quirino Toccaceli, Armando Latini e Carmine Saponetti, mentre nelle stagione seguente fa suo il Circuito Valle del Liri.
Nel 1939 passa alla categoria indipendenti con i "rosso-verdi" del G.S. Dopolavoro MATER: in stagione vince due tappe del Giro di Sicilia, a Ragusa e Caltanissetta, ed è terzo alla Coppa Caivano. L'anno dopo, sempre in maglia Dopolavoro MATER, partecipa al Giro d'Italia (quell'anno aperto anche ai gruppi non professionistici) ottenendo due top 5 di tappa e portando a termine la corsa.
Nel 1941 passa a vestire la maglia della S.S. Lazio, vincendo diverse gare nel Centro Italia; nel 1942 è sesto al Giro di Lombardia e nono al Campionato italiano svoltosi come prova unica a Roma.
Rientrato alle corse dopo l'interruzione bellica sempre in maglia S.S. Lazio, nell'aprile 1946 vince il Gran Premio d'Apertura a Napoli; tra giugno e luglio, con i colori del Centro Sportivo Italiano, partecipa quindi per la seconda volta al Giro d'Italia: in quella "Corsa rosa" coglie due top 5 di tappa, tra cui il terzo posto nella frazione conclusiva a Milano, e si piazza trentesimo in classifica generale. Nel 1948 è secondo al Gran Premio della Liberazione a Roma e secondo assoluto, vincendo anche una frazione, al Giro di Sicilia in sei tappe vinto da Francesco Patti. Chiude la carriera agonistica nel 1949 vestendo la maglia del CRAL Ospedalieri Roma.

## Palmarès
- 1935 (dilettanti)

Coppa MATER
- 1936 (dilettanti)

Gran Premio Salario
Coppa Città di Fabriano
- 1937 (dilettanti)

Circuito del Lago di Bolsena-Coppa Bottai
Coppa Filippo Freda - Sulmona
Coppa Tor di Quinto
- 1938 (dilettanti)

Circuito Valle del Liri
Gran Premio di Velletri-Coppa Enrico Dorigo
Coppa del Federale - Pisa
- 1939 (G.S. Dopolavoro MATER)

2ª tappa Giro di Sicilia (Catania > Ragusa)
3ª tappa Giro di Sicilia (Ragusa > Caltanissetta)
Coppa Nino Ilari
- 1941 (S.S. Lazio)

Giro del Lago di Bolsena
Coppa del Dopolavoro Ministero Aeronautica
Coppa Alessandro Parisi
Coppa Nino Ilari
- 1945 (S.S. Lazio)

Giro dei Due Golfi - Napoli
- 1946 (S.S. Lazio)

Coppa Gallarello - Roma
Gran Premio d'Apertura - Napoli
- 1948 (S.S. Lazio)

Gran Premio Città di Tarquinia
5ª tappa Giro di Sicilia (Agrigento > Trapani)

### Altri successi
- 1937 (dilettanti)

Coppa Italia (cronosquadre)

## Piazzamenti

### Grandi Giri
- Giro d'Italia

1940: 38º
1946: 30º

### Classiche monumento
- Milano-Sanremo

1949: 94º
- Giro di Lombardia

1942: 6º

### Competizioni mondiali
- Campionati del mondo:

Berna 1936 - In linea Dilettanti: 12º